# La escena contemporánea

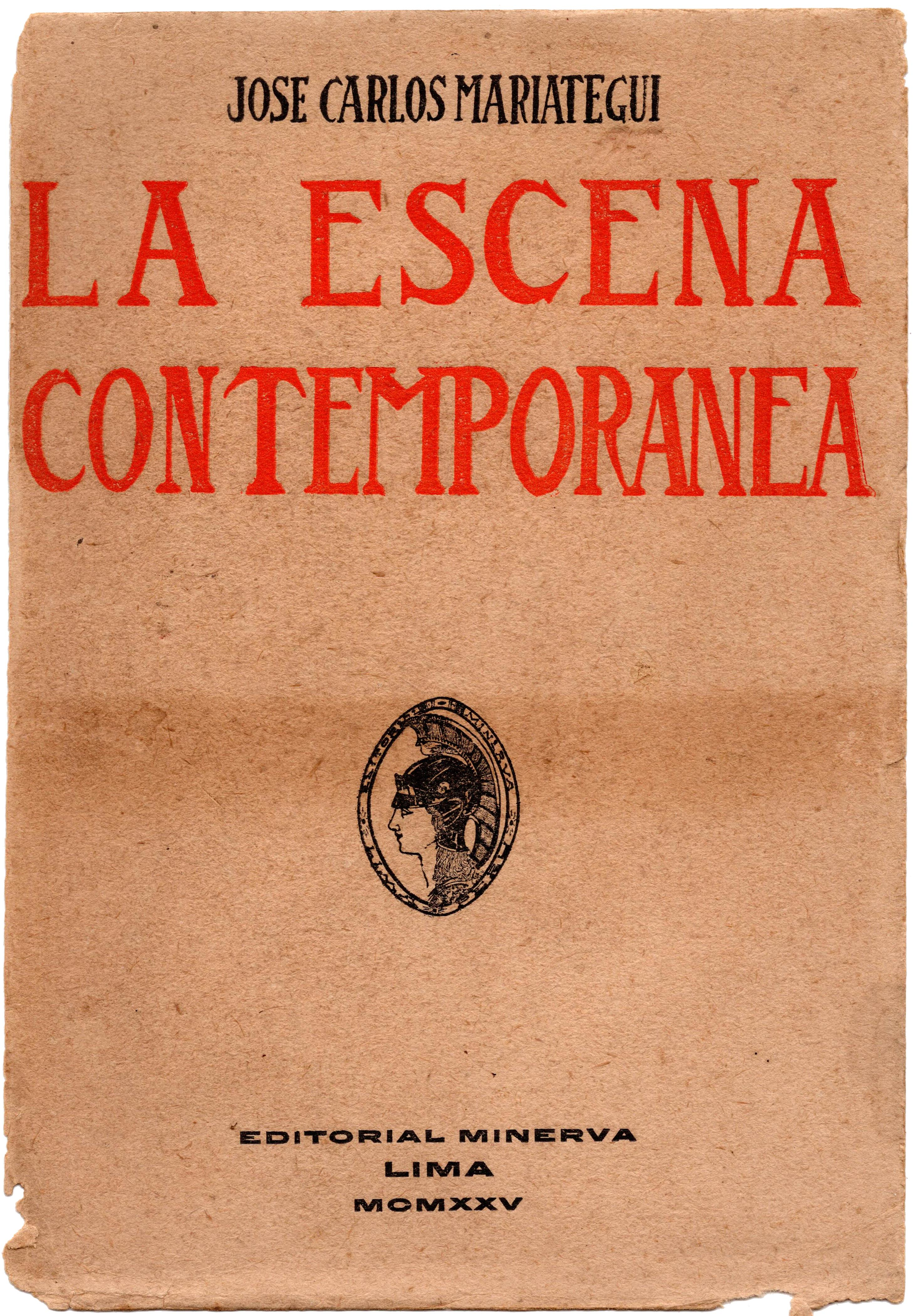
Portada de La escena contemporánea, 1925. Archivo Walter Sansiviero

La escena contemporánea es el primer libro que publicó el escritor peruano José Carlos Mariátegui (Lima, Editorial Minerva, Biblioteca Moderna 1925). Es una recopilación de ensayos o artículos periodísticos sobre asuntos de política mundial que el autor publicó previamente en revistas limeñas y que los ordenó de acuerdo a su temática.

## Publicación
La escena contemporánea inauguró las publicaciones de la Editorial Minerva, fundada por el mismo Mariátegui (1925). La mayoría de los artículos que conforman la obra fueron publicados previamente en la revista Variedades; solo cinco de ellos aparecieron en Mundial. El autor no hizo ningún cambio sustancial en dichos artículos y solo se limitó a hacer algunas enmiendas formales. 
En el prólogo del libro el autor dice también lo siguiente: 

“Sé muy bien que mi visión de la época no es bastante objetiva ni bastante anastigmática. No soy un espectador indiferente del drama humano. Soy, por el contrario, un hombre con una filiación y una fe. Este libro no tiene más valor que el de ser un documento leal del espíritu y la sensibilidad de mi generación. Lo dedico, por esto, a los hombres nuevos, a los hombres jóvenes de la América indo-íbera.”

## Estructura
La obra se inicia con un texto introductorio, a manera de prólogo, del mismo autor. El resto del libro se divide en siete secciones o capítulos, cada uno de los cuales recoge diversos artículos sobre el tema planteado:
- I.- Biología del fascismo.
- II.- La crisis de la democracia.
- III.- Hechos e ideas de la revolución rusa
- IV.- La crisis del socialismo.
- V.- La revolución y la inteligencia.
- VI.- El mensaje de Oriente.
- VII.- Semitismo y antisemitismo.

## Contenido (resumen)
Si bien es una obra escrita sobre el especial contexto político mundial de su tiempo, todavía puede leerse con interés, sorprendiendo en algunos casos la agudeza de visión del autor. Analiza los problemas surgidos en Europa con posterioridad a la Primera Guerra Mundial. 
Ante el fascismo italiano, Mariátegui no tuvo los deslumbramientos de otros intelectuales peruanos, como fuera el caso de José de la Riva Agüero y Osma. Lo repudió íntegramente y con ejemplar constancia e insistió siempre, en medio de su apogeo, que era un fenómeno transitorio. Pero se equivocó al afirmar que lo reemplazaría un régimen proletario: tras la Segunda Guerra Mundial se instauró en Italia la democracia de estilo occidental. 
También hace un análisis acertado sobre las injusticias, las mentiras y los peligros del Tratado de Versalles y la fragilidad de la Sociedad de las Naciones. Señaló, al mismo tiempo, el rumbo imperialista de Estados Unidos; pero fue falaz su aserto de que iba allí a romperse pronto la tradición bipartidaria, una tradición que ha continuado. 
Sintió profundamente la influencia de la revolución rusa y afirmó que era el acontecimiento más importante del siglo XX; si bien hizo el elogio de Trotski y otros jefes más tarde derribados y escarnecidos. 
Su mirada abarcó no sólo a Europa y América sino el Oriente; estudió la Revolución china, la transformación de Turquía y el renacimiento de la India. Estuvo muy certero cuando señaló la trascendencia del apoyo de las fuerzas revolucionarias a los pueblos coloniales. Comprendió bien, asimismo, el resurgimiento judío. 
Hizo estudios y semblanzas no sólo de políticos y economistas sino también de figuras representativas en la literatura y en el arte de aquella época; entre ellos destacamos a Gabriele D'Annunzio, Henri Barbusse, Anatole France, Máximo Gorki, George Grosz y Filippo Marinetti.

## Análisis marxista
En esta obra Mariátegui empieza a utilizar el método marxista de análisis de la realidad, pero todavía sin la seguridad que demostraría en su siguiente obra, igualmente ensayística, pero dedicada al Perú: los 7 ensayos de interpretación de la realidad peruana.

## Polémica

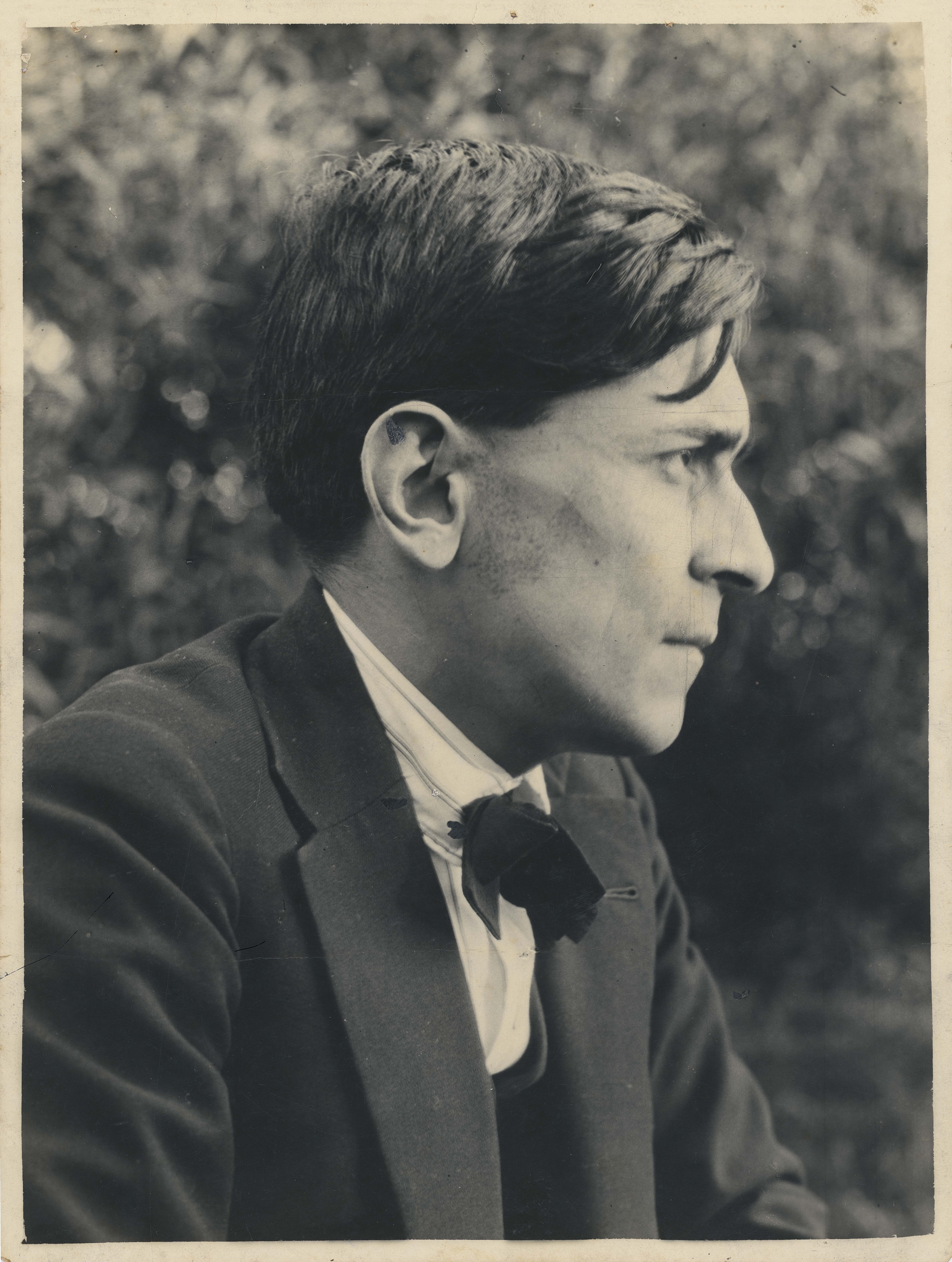
JCM en 1929.

Fue a raíz de esta obra que los adversarios de Mariátegui arreciaron en calificarle de “europeizante”, es decir ajeno a los hechos y problemas de su país, y más volcado intelectualmente hacía el Viejo Continente. Se entiende que el autor dedicara una obra a temas políticos-sociales y hasta económicos de Europa, pues había recorrido dicho continente, donde hizo, a decir de él mismo, su mejor aprendizaje. Conocía muy de cerca, por ende, sobre muchos asuntos que trataba en su obra. Sin embargo, en su ánimo estaba también publicar una obra dedicada al Perú, al análisis de su problemática, y fue así que unos años después dio a la luz su obra cumbre, los 7 ensayos (Lima, 1928), magnífica obra que le ha ganado fama imperecedera.